# أوليمبيا كالياري
أوليمبيا كالياري (بالإيطالية: Olimpia Cagliari)‏ هو فريق كرة سلة إيطالي تأسس في 23 فبراير 1953 يقع في كالياري، سردينيا، إيطاليا. لعب في ليغا باسكيت الدرجة الأولى.

## أبرز لاعبيه
من أبرز اللاعبين الذين مروا عليه:
- دون هولكومب
- دانيلو ناني